# Flommens naturreservat
Flommen er et naturreservat Falsterbo-halvøen, vest for Skanör og Falsterbo i Skåne, Sverige. Det er 865 hektar stort, hvoraf 560 hektar af lavvandede havområder. Reservatet er specielt på grund af de grunde vige og laguner som findes der, de plejer at kaldes "flommar", og har deres eneste forekomst i Sverige her[kilde mangler].  Området huser to golfbaner, tilhørende Falsterbo GK henholdsvis Flommens GK.
I markene vokser blandt andet strand-siv, blå iris (Iris spuria), strandmandstro , smalbladet hareøre og kær-svinemælk, og almindelig fugle er dværgterne og klyde . Også Strandtudse, grønbroget tudse og markfirbenet forekommer der. Området er et populært  badested.

## Eksterne kilder og henvisninger
- Information från kommunen Arkiveret 20. august 2010 hos  Wayback Machine
- Flommen, Länsstyrelsen i Skåne län

55°24′41″N 12°49′46″Ø / 55.41139°N 12.82944°Ø